# Diversidad sexual en Oceanía
La diversidad sexual en Oceanía es tratada de formas muy diversas en cada uno de los países de este continente debido a la diversidad de situaciones sociales, económicas, políticas y religiosas. El reconocimiento a uniones del mismo sexo se da en varios territorios y de distintas formas. En el ámbito internacional diez de los catorce países soberanos del continente son firmantes de la Declaración sobre orientación sexual e identidad de género de las Naciones Unidas. Australia y Nueva Zelanda, considerados destinos LGBT-friendly, son los dos estados que más derechos tienen reconocidos a la población LGBT+. Sin embargo existen estados que, debido a su pasado colonial, siguen penalizando la homosexualidad con entre 3 y 10 años de prisión o que, como Papúa Nueva Guinea o Samoa, castigan la sodomía pero no las relaciones lésbicas.

## Australasia

### Visión general
Esta subregión, según la subdivisión establecida por la Organización de las Naciones Unidas, incluye a Australia y Nueva Zelanda. En ambos estados la homosexualidad es legal y el matrimonio homosexual y la adopción homoparental fueron reconocidos legalmente en Nueva Zelanda (2013) y con posterioridad en Australia(2017).

### Por países

#### Australia

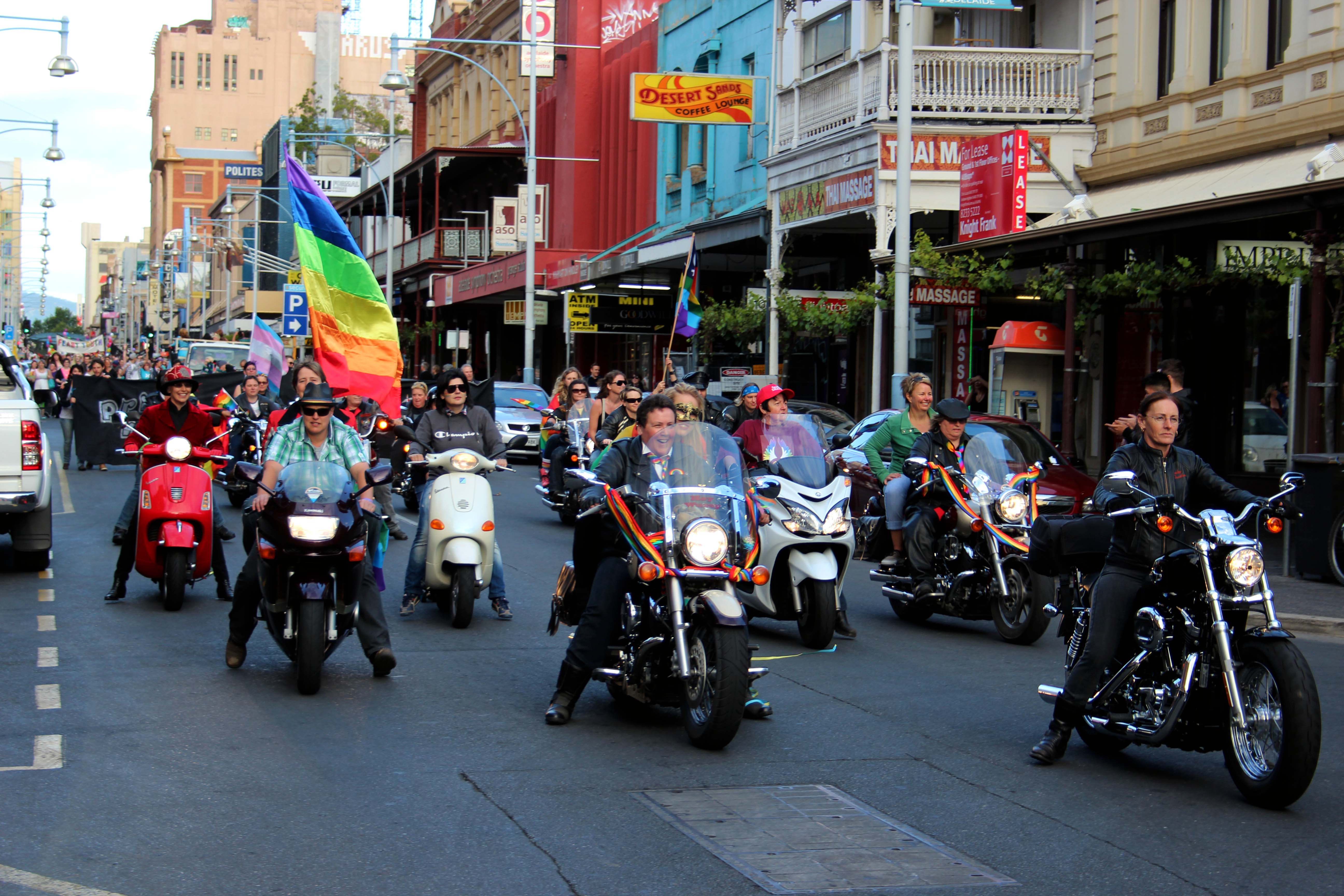
Manifestación del Orgullo LGBT en Adelaida (2013)

Australia es considerado uno de los estados más avanzados del mundo en cuanto al reconocimiento y los derechos de individuos y parejas lesbianas, gays, bisexuales, personas transgénero e Intersexuales. Entre 1975, con Australia Meridional, y 1997, con Tasmania, se produjo la despenalización de los actos sexuales consensuales entre personas del mismo sexo en todo el territorio. En 1994 se produjo el reconocimiento legal de las uniones civiles entre parejas del mismo sexo, a la que siguió la posibilidad legal de la adopción de menores (2002) y el 7 de diciembre de 2017 la legalización del matrimonio civil entre parejas del mismo sexo. El Ministerio de Asuntos Exteriores, Unión Europea y Cooperación del Gobierno de España, en sus recomendaciones de viaje a fecha junio de 2024, indica que "Australia es un país donde se reconocen y respetan los derechos de la comunidad LGTBI. Las personas del mismo sexo pueden contraer matrimonio en Australia desde el año 2017".

"He pensado en esto durante mucho tiempo. No soy heterosexual. He intentado (contarlo) durante algún tiempo, pero no pude, no sentía que tenía las fuerzas. Parte de mí no sabía si Australia quería que su campeón fuese gay. Espero que esto lo haga más fácil para otros. Incluso si lo escondes durante años, se siente mejor dejarlo salir".
Ian Thorpe (reuters.com, 13 de julio de 2014) 

#### Nueva Zelanda

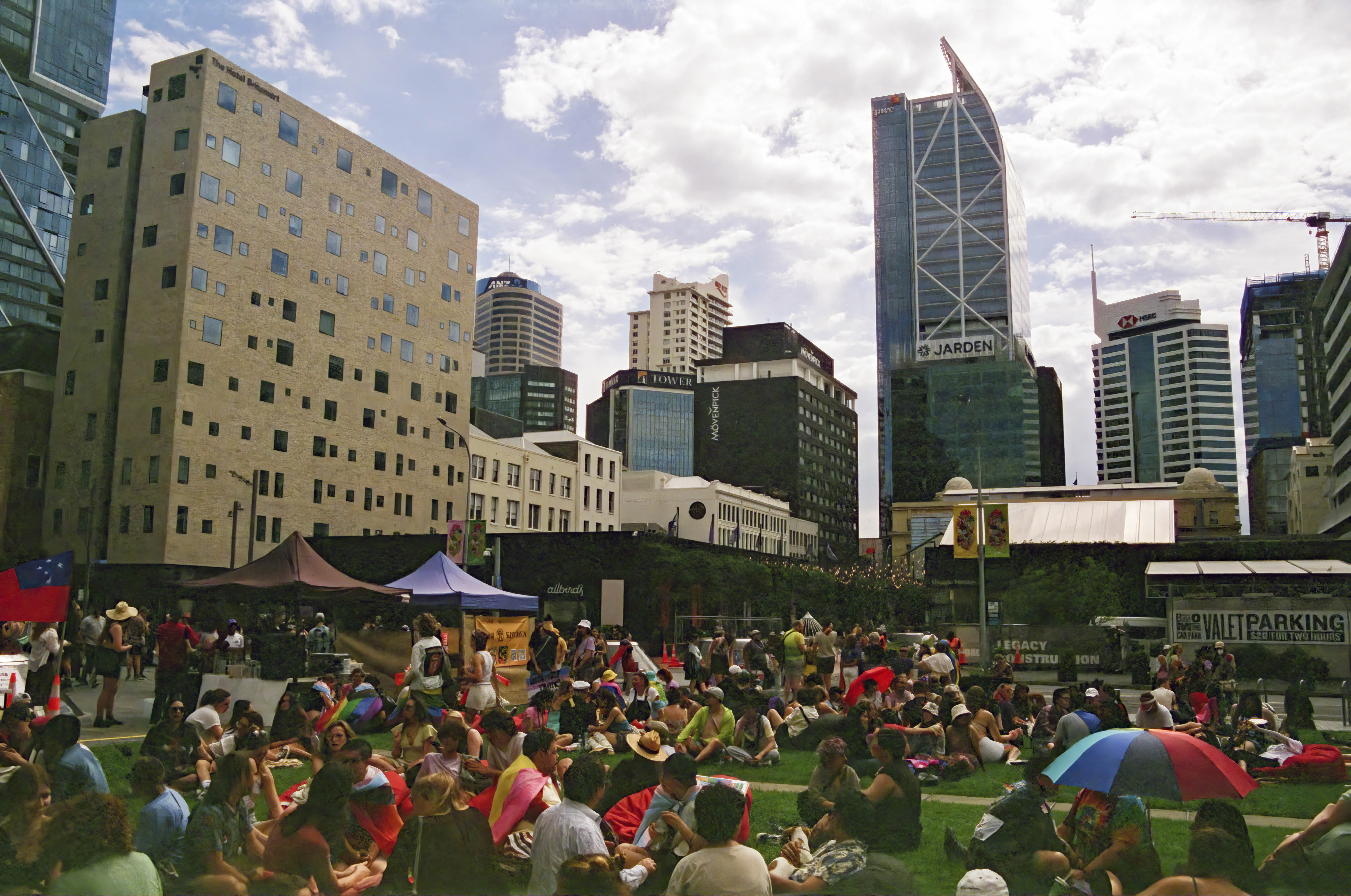
Manifestación del Orgullo LGBT en Auckland (2023)

Durante la etapa en que formó parte del Imperio Británico las relaciones homosexuales entre hombres, no así entre mujeres, fueron ilegales en Nueva Zelanda y fueron castigadas con hasta la pena de muerte. Sin embargo, lograda la independencia, aunque existe controversia académica sobre su momento fundacional contemporáneo, la sociedad se ha ido abriendo a la consideración positiva de la diversidad sexual. Por ello en la actualidad las personas LGBTI son generalmente aceptadas y protegidas legalmente contra la discriminación. Desde 2013, si bien desde 2005 se autorizaron las uniones civiles, las parejas del mismo sexo pueden contraer matrimonio y las relaciones sexuales consentidas entre hombres fueron despenalizadas en 1986. El reconocimiento legal del género, posible legalmente desde 1995, es uno de los más avanzados de entre los países de la zona. También destaca la prohibición de las llamadas "terapias de reorientación sexual" (2022). El Ministerio de Asuntos Exteriores, Unión Europea y Cooperación del Gobierno de España, en sus recomendaciones de viaje a fecha junio de 2024, destaca que no existen problemas respecto a los denominados "grupos vulnerables" y que "el matrimonio entre personas del mismo sexo fue aprobado en 2013".

"Supe que era el momento de compartirlo (divulgar su homosexualidad) en enero de 2023. La principal razón fue porque me sentía cómodo conmigo mismo. Sentí que era el momento y que podía ayudar al rugby, al deporte y también a Nueva Zelanda. El hecho de potencialmente poder ser de ayuda para una persona o mucha gente. Me sentí en calma y liberado. Y bueno, después también algo nervioso. Me di cuenta de que estaba tomando una dimensión grande con los mensajes por redes sociales y las peticiones de entrevista de la CNN, la BBC y medios de todo el mundo"
Campbell Johnstone (Diario As, 21 de julio de 2024) 

## Melanesia

### Visión general
Melanesia es un territorio geográfico de decenas de miles de kilómetros cuadrados que forma parte de Oceanía, desde Fiyi al este hasta las islas cercanas a la costa Irian Jaya por el Oeste. Dentro de la subdivisión, con fines estadísticos, establecida por la Organización de las Naciones Unidas está integrada por cinco países (Fiyi, Islas Salomón, Papúa Nueva Guinea, Vanuatu y la región de Nueva Guinea Occidental perteneciente a Indonesia) y una colectividad territorial dependiente de Francia (Nueva Caledonia). La región incluye entre 700 y 1000 variantes culturales diferentes y el número de lenguas y dialectos que se hablan superan las 2000, por lo que un estudio de cualquier tipo sobre sus pobladores es una tarea complicada. Sin embargo, a lo largo del siglo XIX y sobre todo en el siglo XX, Melanesia ha sido un foco muy importante de interés antropológico.

#### Antecedentes
Diversos estudios confirman que en Melanesia, al igual que en continente americano antes de la llegada de los europeos, al parecer la homosexualidad tuvo mucha apreciación en estos territorios. Existen registros sobre la homosexualidad en Melanesia, si bien la sexualidad en general y la homosexualidad en particular deben ser analizadas como parte de una tradición global, contextual y social, pues en un mismo individuo se encarnan significados culturales y deseos personales. Por esta razón las prácticas homosexuales melanesias son un fenómeno diferente a la de occidente y esto aunque en Melanesia podría hablarse incluso de relaciones homoeróticas entre individuos del mismo sexo. Estas relaciones están siempre estructuradas por edad, que es la variable clave que las define, como en el ritual del muchacho y su mentor o "inseminador".
No todas las culturas melanesias practican la homosexualidad. El antropólogo Gilbert H. Herdt, las sitúa entre un 10% y un 20% del total existiendo gran diversidad en los rituales. John Willoughby Layard, otro antropólogo, llama a estos grupos "sociedades admiradoras de hombres" y "comunidades de compañeros". Pues ambos viven en poblados pequeños y con pocos habitantes, y existe un gran desequilibrio a favor de los varones frente a las mujeres así como una baja tasa de fertilidad, factores que pueden estar relacionados con su cultura de la sexualidad. Practican además las admisiones ceremoniales celebradas para un cierto número de candidatos siempre masculinos y de pertenencia obligatoria. Esta iniciación sitúa a los muchachos en sociedades secretas de hombres de las que las mujeres y los niños están totalmente excluidos. Suele producirse antes de la pubertad e indica también una separación de la madre, del hogar y de los compañeros de juegos. En suma, el rito de paso con toda la fuerza del tabú, es una característica de las sociedades exóticas, donde la tecnología o la economía se han mantenido en grados de un desarrollo ínfimos. El acto homosexual incorpora al muchacho al nuevo grupo, con un estatus nuevo. Desde el punto de vista de los nativos, la meta clave del contacto sexual es la "inseminación", es decir, introducir el esperma en el cuerpo del muchacho para que pueda crecer, lo que actúa como función social para el mantenimiento del culto, la obediencia a la autoridad, el desarrollo de la agresividad y la definición antagónica frente a las mujeres. 
Sobre la parte erótica de la homosexualidad como ritual resulta ser algo obvio, como indica Herdt, que sin el deseo erótico, la excitación y consumación es imposible cualquier acto sexual. Lo cual se dice además que se debería entender mejor cómo la fluidez de la condición humana permite este tipo de sexualidad melanesia. La erótica de la vida cotidiana en Melanesia está relacionada con nociones de identidad pues, en estas sociedades, los hombres tienen que recurrir a un conjunto de sensibilidades emocionales y cognitivas para crear vínculos entre ellos, de forma parecida a como los hombres y las mujeres utilizan nociones de amor romántico en los matrimonios de libre elección en la cultura occidental. A pesar de la colonización europea y la imposición de nuevas doctrinas políticas, culturales y religiosas, estas civilizaciones con respecto a esta práctica sexual la han conservado hasta la actualidad y aún se practica normalmente dentro de sus costumbres ancestrales.

### Por países

#### Fiyi
En 1997 Fiyi se convirtió en el segundo país del mundo, después de Sudáfrica, y primer estado insular del Pacífico en proteger explícitamente en contra de la discriminación basada en la orientación sexual en su Constitución aunque la misma fue abolida en 2009. La nueva Constitución, vigente hasta la fecha, fue promulgada en septiembre de 2013 y en ella se recoge la prohibición de la discriminación basada en la orientación sexual y la identidad o expresión de género. En el Código Penal (1945) originalmente contemplaba el castigo de diferentes delitos respecto a la homosexual aunque en 2009, mediante la promulgación del Decreto de Delitos, se derogaron dichas disposiciones. Sin embargo el matrimonio entre personas del mismo sexo sigue prohibido en Fiyi y no son infrecuentes los informes de discriminación social y acoso.

## Micronesia y Polinesia
En las colonias pertenecientes al Reino Unido la homosexualidad es legal pero ninguno de ellos comparte las mismas leyes con la metrópolí como las islas de la Melanesia. En cambio los territorios utltramaritimos de Francia si, como Nueva Caledonia, Polinesia Francesa, Islas Marquesas, Wallis y Futuna etc., como la unión civil y posiblemente como una nueva posibilidad en matrimonio entre personas del mismo sexo, esto se aplicarán a dichos territorios. 
En los territorios pertenecientes a los Estados Unidos también la homosexualidad es legal pero, similar al Reino Unido, tampoco comparte las leyes como las Islas Marshall, Melanesia, Guam etc., el único territorio que reconoce la unión civil es Hawái. En el país se han propuesto varios proyectos entre ellas la unión civil durante el gobierno de la expresidenta Michelle Bachelet.
En Papúa Nueva Guinea, Samoa Occidental, Kiribati, Niue y Tuvalu la homosexualidad es ilegal, sobre todo en la primera donde está penada con penas mayores de cárcel. En cambio en Nauru, Palau y Vanuatu es legal.